# Хандиси
Хандиси (груз. ხანდისი) — село в Грузии, на территории Горийского муниципалитета края (мхаре) Шида-Картли.

## География
Село находится в центральной части Грузии, на северном склоне Триалетского хребта, на расстоянии приблизительно 13 километров (по прямой) к юго-юго-западу от города Гори, административного центра муниципалитета. Абсолютная высота — 1514 метров над уровнем моря.

## Население
По результатам официальной переписи населения 2014 года, постоянное население в Хандиси отсутствовало.
| Год  | Население, человек |
| ---- | ------------------ |
| 2002 | 0                  |
| 2014 | 0                  |